# Kobayashi (Familienname)
Kobayashi ist ein japanischer Familienname.

## Herkunft und Bedeutung
Kobayashi (jap. 小林, dt. „Hain“) ist der achthäufigste Familienname in Japan. Eine weniger häufige Schreibweise ist 古林.

## Namensträger

### A
- Aimi Kobayashi (* 1995), japanische klassische Pianistin
- Akari Kobayashi (* 2001), japanische Radrennfahrerin
- Akiko Kobayashi (* 1943), japanische Chemikerin
- Albert S. Kobayashi (1924–2025), US-amerikanischer Ingenieur
- Kobayashi Ataru (1899–1981), japanischer Geschäftsmann

### C
- Celes Kobayashi (* 1974), japanischer Boxer
- Chika Kobayashi (* 1998), japanische Skilangläuferin
- Chisa Kobayashi (* 1987), japanische Synchronschwimmerin
- Chizu Kobayashi (* 1954), japanische Go-Spielerin

### D
- Daichi Kobayashi (* 1999), japanischer Fußballspieler
- Daigo Kobayashi (* 1983), japanischer Fußballspieler
- Dawn Kobayashi (* 1971), jamaikanische Sportschützin

### E
- Kobayashi Eitaku (1843–1890), japanischer Ukiyo-e-Künstler und Nihonga-Maler

### G
- George Kobayashi (* 1947), japanischer Fußballspieler
- Go Kobayashi (Maler, 1906) (Takeshi Kobayashi, 1906–1986), japanischer Maler
- Gō Kobayashi (Maler, 1976)  (* 1976), japanischer Maler
- Gō Kobayashi (Schauspieler) (?), japanischer Schauspieler

### H
- Hidemasa Kobayashi (* 1994), japanischer Fußballspieler
- Kobayashi Hideo (1902–1983), japanischer Literaturkritiker und Schriftsteller
- Hideo Kobayashi (Kanute) (* 1943), japanischer Kanute
- Hirokazu Kobayashi (1929–1998), japanischer Kamikazepilot und später Aikidoka
- Hiroki Kobayashi (* 1977), japanischer Fußballspieler
- Hiroko Kobayashi (* 1970), japanische Kanutin
- Hiromi Kobayashi (* 1984), japanische Synchronschwimmerin
- Hiroshi Kobayashi (Boxer) (* 1944), japanischer Boxer
- Hiroshi Kobayashi (Fußballspieler) (* 1959), japanischer Fußballspieler
- Hiroshi Kobayashi (Baseballspieler) (* 1970), japanischer Baseballspieler und -trainer
- Hiroyuki Kobayashi (Produzent) (* 1972), japanischer Videospiel- und Filmproduzent
- Hiroyuki Kobayashi (Baseballspieler) (* 1978), japanischer Baseballspieler
- Hiroyuki Kobayashi (Fußballspieler) (* 1980), japanischer Fußballspieler
- Honoka Kobayashi (* 2000), japanische Tennisspielerin

### I
- Kobayashi Ichizō (1873–1957), Geschäftsmann und Politiker
- Kobayashi Ikuhide, japanischer Ukiyo-e-Künstler der Meiji-Zeit
- Kobayashi Issa (1763–1828), japanischer Haiku-Dichter
- Iwana Kobayashi (* 1996), japanischer Fußballspieler

### J
- Jun Kobayashi (* 1999), japanischer Fußballspieler
- Junshirō Kobayashi (* 1991), japanischer Skispringer

### K
- Kobayashi Kahaku (1896–1943), japanischer Maler der Nihonga-Richtung
- Kai Kobayashi (* 1993), japanischer Geher
- Kamui Kobayashi (* 1986), japanischer Rennfahrer
- Kan Kobayashi (* 1999), japanischer Fußballspieler
- Kobayashi Kanji (1892–1974), japanischer Maler der Nihonga-Richtung
- Kaori Kobayashi (* 1981), japanische Jazz-Saxophonistin und Flötistin
- Kazuo Kobayashi (1949–2020), japanischer Boxer, siehe Royal Kobayashi
- Kazuo Kobayashi (Wasserspringer), japanischer Wasserspringer
- Keita Kobayashi (* 2003), japanischer Fußballspieler
- Ken’ichirō Kobayashi (* 1940), japanischer Dirigent und Komponist
- Kenta Kobayashi (* 1981), japanischer Pro-Wrestler, siehe Kenta
- Kiyoshi Kobayashi (Judotrainer) (1925–2013), japanischer Judotrainer
- Kiyoshi Kobayashi (Synchronsprecher) (* 1933), japanischer Synchronsprecher
- Kiyoshi Kobayashi (Ökonom) (* 1953), japanischer Ingenieur und Ökonom
- Kobayashi Kiyochika (1847–1915), japanischer Holzschnitt-Künstler der Ukiyoe-Richtung
- Kobayashi Kōji (Unternehmer) (1907–1996), japanischer Unternehmer
- Kōji Kobayashi (Boxer) (* 1957), japanischer Boxer
- Kobayashi Kokei (1883–1957), japanischer Maler
- Kyoko Kobayashi (* 1972), japanische Softballspielerin

### M
- Maki Kobayashi (* 1965), japanischer Ruderer
- Makoto Kobayashi (Physiker) (* 1944), japanischer Physiker
- Makoto Kobayashi (Mangaka) (* 1958), japanischer Manga-Zeichner
- Makoto Kobayashi (Fußballspieler) (* 1990), japanischer Fußballspieler
- Mao Kobayashi (* 1999), japanischer Fußballspieler
- Masaaki Kobayashi (* 1980), japanischer Eisschnellläufer
- Kobayashi Masahide (* 1974), japanischer Baseballspieler
- Masahiro Kobayashi (Regisseur) (* 1954), japanischer Filmregisseur
- Masahiro Kobayashi (Schauspieler) (* 1971), japanischer Schauspieler
- Masaki Kobayashi (1916–1996), japanischer Filmregisseur und Drehbuchautor
- Kobayashi Masami (1890–1977), japanischer Admiral
- Masamitsu Kobayashi (* 1978), japanischer Fußballspieler
- Masaru Kobayashi (* 1959), japanischer Motorradrennfahrer
- Masatoshi Kobayashi (1948–2003), japanischer Rennrodler
- Mayu Kobayashi (* 1996), japanische Sprinterin
- Mika Kobayashi (* 1995), japanische Mittel- und Langstreckenläuferin
- Miki Kobayayhi (Geigerin) (* 1990), japanische Geigerin
- Miki Kobayashi (* 1987), japanische Biathletin und Skilangläuferin
- Mina Kobayashi (* 2002), japanische Curlerin
- Minoru Kobayashi (* 1976), japanischer Fußballspieler
- Misaki Kobayashi (* 1990), japanische Squashspielerin
- Miwako Kobayashi (* 1952), japanische Schwimmerin
- Miyuki Kobayashi (Comicautorin) (* 1964), japanische Comicautorin
- Miyuki Kobayashi (Kanutin) (* 1967), japanische Kanusportlerin
- Miyuki Kobayashi (Biathletin) (* 1973), japanische Biathletin

### N
- Nobuaki Kobayashi (1942–2019), japanischer Karambolagespieler
- Norihito Kobayashi (* 1982), japanischer Nordischer Kombinierer

### R
- Rikako Kobayashi (* 1997), japanische Fußballspielerin
- Riku Kobayashi (Fußballspieler, 1999) (* 1999), japanischer Fußballspieler
- Riku Kobayashi (Fußballspieler, 2001) (* 2001), japanischer Fußballspieler
- Royal Kobayashi (1949–2020), japanischer Boxer
- Ryō Kobayashi (* 1982), japanischer Fußballspieler
- Ryōsei Kobayashi (* 1994), japanischer Squashspieler
- Ryōta Kobayashi (* 1988), japanischer Fußballspieler
- Ryōyū Kobayashi (* 1996), japanischer Skispringer
- Ryuichi Kobayashi (* 1976), japanischer Bobsportler

### S
- Sachiko Kobayashi (* 1953), japanische Sängerin und Schauspielerin
- Sakutarō Kobayashi (* 2000), japanischer Skispringer und ehemaliger Nordischer Kombinierer
- Satoru Kobayashi (Regisseur) (1930–2001), japanischer Filmregisseur
- Satoru Kobayashi (Go-Spieler) (* 1959), japanischer Go-Spieler
- Satoru Kobayashi (Fußballspieler) (* 1973), japanischer Fußballspieler
- Seigō Kobayashi (* 1994), japanischer Fußballspieler
- Seiya Kobayashi (* 2001), japanischer Rennrodler
- Kobayashi Seizō (1877–1962), japanischer Admiral, Minister und Generalgouverneur von Taiwan
- Shinji Kobayashi (* 1960), japanischer Fußballspieler
- Shōshichi Kobayashi (1932–2012), japanischer Mathematiker
- Shōta Kobayashi (* 1991), japanischer Fußballspieler
- Shūji Kobayashi (* 1939), japanischer Eisschnellläufer
- Shūji Kobayashi (Zoologe) (* 1962), japanischer Säugetier- und Primatenkundler
- Sumio Kobayashi (* 1982), japanischer Komponist der zeitgenössischen Musik
- Susumu Kobayashi (Eiskunstläufer) (1901–1979), japanischer Eiskunstläufer
- Susumu Kobayashi (Schauspieler) (1954–2012), japanischer Schauspieler
- Susumu Kobayashi (Sportschütze) (* 1973), japanischer Sportschütze

### T
- Tadao Kobayashi (* 1930), japanischer Fußballspieler
- Tadashi Kobayashi (* 1941), japanischer Kunstwissenschaftler
- Kobayashi Taijirō (19. Jahrhundert), japanischer Verleger von Farbholzschnitten
- Kobayashi Taijirō (1901–1963), japanischer Kunsthistoriker
- Takamichi Kobayashi (* 1979), japanischer Fußballspieler
- Takao Kobayashi (* 1961), japanischer Amateurastronom
- Takako Kobayashi (* 1968), japanische Judoka
- Takashi Kobayashi (Ringer) (* 1963), japanischer Ringer
- Takashi Kobayashi (Rennfahrer) (* 1987), japanischer Automobilrennfahrer
- Takayuki Kobayashi (* 1974), japanischer Politiker
- Takeru Kobayashi (* 1978), japanischer Wettkampfesser
- Takeshi Kobayashi (Ringer) (* 1948), japanischer Ringer
- Takeshi Kobayashi (Musiker) (* 1959), japanischer Musiker und Komponist
- Kobayashi Takiji (1903–1933), japanischer Schriftsteller
- Tamai Kobayashi (* 1965), kanadische Schriftstellerin, Drehbuchautorin, Herausgeberin und LGBT-Aktivistin
- Tatsuki Kobayashi (* 1985), japanischer Fußballspieler
- Teiichi Kobayashi (1901–1996), japanischer Paläontologe
- Teruaki Kobayashi (* 1979), japanischer Fußballspieler
- Kobayashi Tetsujirō, japanischer Verleger
- Tomomitsu Kobayashi (* 1995), japanischer Fußballspieler
- Toshiaki Kobayashi (* 1948), japanischer Philosoph
- Toshiyuki Kobayashi (* 1962), japanischer Mathematiker

### U
- Utako Kobayashi (* um 1930), japanische Badmintonspielerin

### Y
- Yasutaka Kobayashi (* 1980), japanischer Fußballspieler
- Yayoi Kobayashi (* 1981), japanische Fußballspielerin
- Yōichi Kobayashi (* 1953), japanischer Jazzmusiker
- Yoshimi Kobayashi (* 1968), japanische Softballspielerin
- Yoshinori Kobayashi (* 1953), japanischer Mangaka
- Yoshitake Kobayashi (1942–2013), japanischer Musikwissenschaftler und Bachforscher
- Yoshiyuki Kobayashi (* 1978), japanischer Fußballspieler
- Yōsuke Kobayashi (* 1983), japanischer Fußballspieler
- Yōtarō Kobayashi (1933–2015), japanischer Unternehmer
- Yū Kobayashi (Synchronsprecherin) (* 1982), japanische Synchronsprecherin
- Yū Kobayashi (Fußballspieler) (* 1987), japanischer Fußballspieler
- Yugo Kobayashi (* 1995), japanischer Badmintonspieler
- Yuka Kobayashi (Skispringerin) (* 1994), japanische Skispringerin
- Yūka Kobayashi (Radsportlerin) (* 1994), japanische Bahnradsportlerin
- Yuki Kobayashi (Skilangläuferin) (* 1987), japanische Skilangläuferin
- Yūki Kobayashi (Fußballspieler, 1988) (* 1988), japanischer Fußballspieler
- Yūki Kobayashi (Fußballspieler, 1992) (* 1992), japanischer Fußballspieler
- Yūki Kobayashi (Fußballspieler, 2000) (* 2000), japanischer Fußballspieler
- Yukiko Kobayashi (* 1946), japanische Schauspielerin
- Yumie Kobayashi (* 1977), japanische Rennrodlerin
- Yumiko Kobayashi (* 1979), japanische Synchronsprecherin (Seiyū)
- Kobayashi Yurika (* 1995), japanische J-Popsängerin, siehe Yurika (Sängerin)
- Yuriko Kobayashi (* 1988), japanische Mittel- und Langstreckenläuferin
- Yūsuke Kobayashi (Fußballspieler, 1983) (* 1983), japanischer Fußballspieler
- Yūsuke Kobayashi (Synchronsprecher) (* 1985), japanischer Synchronsprecher
- Yūsuke Kobayashi (Judoka) (* 1993), japanischer Judoka
- Yūsuke Kobayashi (Fußballspieler, 1994) (* 1994), japanischer Fußballspieler
- Yūzō Kobayashi (* 1985), japanischer Fußballspieler